# Jean du Billon
Jean du Billon (auch Jean du Bilhon, * wirkend erste Hälfte des 16. Jahrhunderts) war ein französischer Komponist der Renaissance der ersten Hälfte des 16. Jahrhunderts.
Von Jean du Billon sind Motetten in Sammelwerken um 1534 bis 1544 wie auch eine Messe Content desir (Pierre Attaingnant 1534 und handschriftlich im päpstlichen Kapellarchiv) überkommen.